# Bilan saison par saison du Bristol City Football Club
Cet article présente le bilan saison par saison du Bristol City Football Club, à savoir ses résultats en championnat et en coupes nationales depuis sa première participation en Coupe d'Angleterre en 1895.

## Légende du tableau
| Champion / Vainqueur | Deuxième / Finaliste | Troisième | Promotion | Relégation |

Les changements de divisions sont indiqués en gras.
- Première division = Division 1 (jusqu'en 1992) puis Premier League (depuis 1992)
- Deuxième division = Division 2 (jusqu'en 1992) puis Division 1 (1992-2004) puis Championship (depuis 2004)
- Troisième  division = Division 3 (jusqu'en 1992) puis Division 2 (1992-2004) puis League One (depuis 2004)
- Quatrième division = Division 4 (jusqu'en 1992) puis Division 3 (1992-2004) puis League Two (depuis 2004)

## Bilan toutes compétitions confondues
| Saison                                                                                   | Championnat     | Championnat | Championnat | Championnat | Championnat | Championnat | Championnat | Championnat | Championnat | Championnat | Coupes nationales  | Coupes nationales | Coupes nationales | Coupes nationales    |
| Saison                                                                                   | Division        | Pos         | Pts         | J           | V           | N           | D           | BP          | BC          | Diff.       | Coupe d'Angleterre | Coupe de la Ligue | Supercoupe        | EFL Trophy           |
| ---------------------------------------------------------------------------------------- | --------------- | ----------- | ----------- | ----------- | ----------- | ----------- | ----------- | ----------- | ----------- | ----------- | ------------------ | ----------------- | ----------------- | -------------------- |
| 1895-1896                                                                                | —               | —           | —           | —           | —           | —           | —           | —           | —           | —           | Premier tour Q     | —                 | —                 | —                    |
| 1896-1897                                                                                | —               | —           | —           | —           | —           | —           | —           | —           | —           | —           | Premier tour Q     | —                 | —                 | —                    |
| 1897-1898                                                                                | Southern League | 2e          | 33          | 22          | 13          | 7           | 2           | 67          | 33          | +34         | Troisième tour Q   | —                 | —                 | —                    |
| 1898-1899                                                                                | Southern League | 2e          | 33          | 24          | 15          | 3           | 6           | 55          | 33          | +22         | Premier tour       | —                 | —                 | —                    |
| 1899-1900                                                                                | Southern League | 9e          | 25          | 28          | 9           | 7           | 12          | 43          | 47          | -4          | Deuxième tour      | —                 | —                 | —                    |
| 1900-1901                                                                                | Southern League | 2e          | 28          | 34          | 12          | 4           | 18          | 38          | 48          | -10         | Tour intermédiaire | —                 | —                 | —                    |
| 1901-1902                                                                                | Division 2      | 6e          | 40          | 34          | 17          | 6           | 11          | 52          | 35          | +17         | Quatrième tour Q   | —                 | —                 | —                    |
| 1902-1903                                                                                | Division 2      | 4e          | 42          | 34          | 17          | 8           | 9           | 59          | 38          | +21         | Deuxième tour      | —                 | —                 | —                    |
| 1903-1904                                                                                | Division 2      | 4e          | 42          | 34          | 18          | 6           | 10          | 73          | 41          | +32         | Premier tour       | —                 | —                 | —                    |
| 1904-1905                                                                                | Division 2      | 4e          | 42          | 34          | 19          | 4           | 11          | 66          | 45          | +21         | Deuxième tour      | —                 | —                 | —                    |
| 1905-1906                                                                                | Division 2      | 1er         | 66          | 38          | 30          | 6           | 2           | 83          | 28          | +55         | Premier tour       | —                 | —                 | —                    |
| 1906-1907                                                                                | Division 1      | 2e          | 48          | 38          | 20          | 8           | 10          | 66          | 47          | +19         | Deuxième tour      | —                 | —                 | —                    |
| 1907-1908                                                                                | Division 1      | 10e         | 36          | 38          | 12          | 12          | 14          | 58          | 61          | -3          | Premier tour       | —                 | —                 | —                    |
| 1908-1909                                                                                | Division 1      | 8e          | 38          | 38          | 13          | 12          | 13          | 45          | 58          | -13         | Finale             | —                 | —                 | —                    |
| 1909-1910                                                                                | Division 1      | 16e         | 32          | 38          | 12          | 8           | 18          | 45          | 60          | -15         | Deuxième tour      | —                 | —                 | —                    |
| 1910-1911                                                                                | Division 1      | 19e         | 27          | 38          | 11          | 5           | 22          | 43          | 66          | -23         | Premier tour       | —                 | —                 | —                    |
| 1911-1912                                                                                | Division 2      | 13e         | 34          | 38          | 14          | 6           | 18          | 41          | 60          | -19         | Premier tour       | —                 | —                 | —                    |
| 1912-1913                                                                                | Division 2      | 16e         | 33          | 38          | 9           | 15          | 14          | 46          | 72          | -26         | Premier tour       | —                 | —                 | —                    |
| 1913-1914                                                                                | Division 2      | 8e          | 41          | 38          | 16          | 9           | 13          | 52          | 50          | +2          | Premier tour       | —                 | —                 | —                    |
| 1914-1915                                                                                | Division 2      | 13e         | 37          | 38          | 15          | 7           | 16          | 62          | 56          | +6          | Premier tour       | —                 | —                 | —                    |
| Aucune compétition disputée entre 1915 et 1919 en raison de la Première Guerre mondiale. |                 |             |             |             |             |             |             |             |             |             |                    |                   |                   |                      |
| 1919-1920                                                                                | Division 2      | 8e          | 43          | 42          | 13          | 17          | 12          | 46          | 43          | +3          | Demi-finales       | —                 | —                 | —                    |
| 1920-1921                                                                                | Division 2      | 3e          | 51          | 42          | 19          | 13          | 10          | 49          | 29          | +20         | Premier tour       | —                 | —                 | —                    |
| 1921-1922                                                                                | Division 2      | 22e         | 33          | 42          | 12          | 9           | 21          | 37          | 58          | -21         | Premier tour       | —                 | —                 | —                    |
| 1922-1923                                                                                | Division 3 Sud  | 1er         | 59          | 42          | 24          | 11          | 7           | 66          | 40          | +26         | Deuxième tour      | —                 | —                 | —                    |
| 1923-1924                                                                                | Division 2      | 22e         | 29          | 42          | 7           | 15          | 20          | 32          | 65          | -33         | Troisième tour     | —                 | —                 | —                    |
| 1924-1925                                                                                | Division 3 Sud  | 3e          | 53          | 42          | 22          | 9           | 11          | 60          | 41          | +19         | Deuxième tour      | —                 | —                 | —                    |
| 1925-1926                                                                                | Division 3 Sud  | 4e          | 51          | 42          | 21          | 9           | 12          | 72          | 51          | +21         | Troisième tour     | —                 | —                 | —                    |
| 1926-1927                                                                                | Division 3 Sud  | 1er         | 60          | 42          | 27          | 8           | 7           | 104         | 54          | +50         | Deuxième tour      | —                 | —                 | —                    |
| 1927-1928                                                                                | Division 2      | 12e         | 39          | 42          | 15          | 9           | 18          | 76          | 79          | -3          | Troisième tour     | —                 | —                 | —                    |
| 1928-1929                                                                                | Division 2      | 20e         | 36          | 42          | 13          | 10          | 19          | 58          | 72          | -14         | Troisième tour     | —                 | —                 | —                    |
| 1929-1930                                                                                | Division 2      | 20e         | 35          | 42          | 13          | 9           | 20          | 61          | 83          | -22         | Troisième tour     | —                 | —                 | —                    |
| 1930-1931                                                                                | Division 2      | 16e         | 38          | 42          | 15          | 8           | 19          | 54          | 82          | -28         | Troisième tour     | —                 | —                 | —                    |
| 1931-1932                                                                                | Division 2      | 22e         | 23          | 42          | 6           | 11          | 25          | 39          | 78          | -39         | Quatrième tour     | —                 | —                 | —                    |
| 1932-1933                                                                                | Division 3 Sud  | 15e         | 37          | 42          | 12          | 13          | 17          | 83          | 90          | -7          | Deuxième tour      | —                 | —                 | —                    |
| 1933-1934                                                                                | Division 3 Sud  | 19e         | 33          | 42          | 10          | 13          | 19          | 58          | 85          | -27         | Troisième tour     | —                 | —                 | —                    |
| 1934-1935                                                                                | Division 3 Sud  | 15e         | 39          | 42          | 15          | 9           | 18          | 52          | 68          | -16         | Cinquième tour     | —                 | —                 | —                    |
| 1935-1936                                                                                | Division 3 Sud  | 13e         | 40          | 42          | 15          | 10          | 17          | 48          | 59          | -11         | Premier tour       | —                 | —                 | —                    |
| 1936-1937                                                                                | Division 3 Sud  | 16e         | 36          | 42          | 15          | 6           | 21          | 58          | 70          | -12         | Premier tour       | —                 | —                 | —                    |
| 1937-1938                                                                                | Division 3 Sud  | 2e          | 55          | 42          | 21          | 13          | 8           | 68          | 40          | +28         | Deuxième tour      | —                 | —                 | —                    |
| 1938-1939                                                                                | Division 3 Sud  | 8e          | 44          | 42          | 16          | 12          | 14          | 61          | 63          | -2          | Premier tour       | —                 | —                 | —                    |
| Aucune compétition disputée entre 1939 et 1945 en raison de la Seconde Guerre mondiale.  |                 |             |             |             |             |             |             |             |             |             |                    |                   |                   |                      |
| 1945-1946                                                                                | —               | —           | —           | —           | —           | —           | —           | —           | —           | —           | Quatrième tour     | —                 | —                 | —                    |
| 1946-1947                                                                                | Division 3 Sud  | 3e          | 51          | 42          | 20          | 11          | 11          | 94          | 56          | +38         | Deuxième tour      | —                 | —                 | —                    |
| 1947-1948                                                                                | Division 3 Sud  | 7e          | 43          | 42          | 18          | 7           | 17          | 77          | 65          | +12         | Deuxième tour      | —                 | —                 | —                    |
| 1948-1949                                                                                | Division 3 Sud  | 16e         | 36          | 42          | 11          | 14          | 17          | 44          | 62          | -18         | Troisième tour     | —                 | —                 | —                    |
| 1949-1950                                                                                | Division 3 Sud  | 15e         | 40          | 42          | 15          | 10          | 17          | 60          | 61          | -1          | Premier tour       | —                 | —                 | —                    |
| 1950-1951                                                                                | Division 3 Sud  | 10e         | 51          | 46          | 20          | 11          | 15          | 64          | 59          | +5          | Cinquième tour     | —                 | —                 | —                    |
| 1951-1952                                                                                | Division 3 Sud  | 15e         | 42          | 46          | 15          | 12          | 19          | 58          | 69          | -11         | Deuxième tour      | —                 | —                 | —                    |
| 1952-1953                                                                                | Division 3 Sud  | 5e          | 59          | 46          | 22          | 15          | 9           | 95          | 61          | +34         | Premier tour       | —                 | —                 | —                    |
| 1953-1954                                                                                | Division 3 Sud  | 3e          | 56          | 46          | 25          | 6           | 15          | 88          | 66          | +22         | Troisième tour     | —                 | —                 | —                    |
| 1954-1955                                                                                | Division 3 Sud  | 1er         | 70          | 46          | 30          | 10          | 6           | 101         | 47          | +54         | Premier tour       | —                 | —                 | —                    |
| 1955-1956                                                                                | Division 2      | 11e         | 45          | 42          | 19          | 7           | 16          | 80          | 64          | +16         | Troisième tour     | —                 | —                 | —                    |
| 1956-1957                                                                                | Division 2      | 13e         | 41          | 42          | 16          | 9           | 17          | 74          | 79          | -5          | Cinquième tour     | —                 | —                 | —                    |
| 1957-1958                                                                                | Division 2      | 17e         | 35          | 42          | 13          | 9           | 20          | 63          | 88          | -25         | Cinquième tour     | —                 | —                 | —                    |
| 1958-1959                                                                                | Division 2      | 10e         | 41          | 42          | 17          | 7           | 18          | 74          | 70          | +4          | Quatrième tour     | —                 | —                 | —                    |
| 1959-1960                                                                                | Division 2      | 22e         | 27          | 42          | 11          | 5           | 26          | 60          | 97          | -37         | Troisième tour     | —                 | —                 | —                    |
| 1960-1961                                                                                | Division 3      | 14e         | 44          | 46          | 17          | 10          | 19          | 70          | 68          | +2          | Quatrième tour     | Troisième tour    | —                 | —                    |
| 1961-1962                                                                                | Division 3      | 6e          | 54          | 46          | 23          | 8           | 15          | 94          | 72          | +22         | Troisième tour     | Premier tour      | —                 | —                    |
| 1962-1963                                                                                | Division 3      | 14e         | 45          | 46          | 16          | 13          | 17          | 100         | 92          | +8          | Troisième tour     | Deuxième tour     | —                 | —                    |
| 1963-1964                                                                                | Division 3      | 5e          | 55          | 46          | 20          | 15          | 11          | 84          | 64          | +20         | Quatrième tour     | Premier tour      | —                 | —                    |
| 1964-1965                                                                                | Division 3      | 2e          | 59          | 46          | 24          | 11          | 11          | 92          | 55          | +37         | Troisième tour     | Deuxième tour     | —                 | —                    |
| 1965-1966                                                                                | Division 2      | 5e          | 51          | 42          | 17          | 17          | 8           | 63          | 48          | +15         | Troisième tour     | Deuxième tour     | —                 | —                    |
| 1966-1967                                                                                | Division 2      | 15e         | 38          | 42          | 12          | 14          | 16          | 56          | 62          | -6          | Cinquième tour     | Deuxième tour     | —                 | —                    |
| 1967-1968                                                                                | Division 2      | 19e         | 36          | 42          | 13          | 10          | 19          | 48          | 62          | -14         | Cinquième tour     | Deuxième tour     | —                 | —                    |
| 1968-1969                                                                                | Division 2      | 16e         | 38          | 42          | 11          | 16          | 15          | 46          | 53          | -7          | Troisième tour     | Troisième tour    | —                 | —                    |
| 1969-1970                                                                                | Division 2      | 14e         | 39          | 42          | 13          | 13          | 16          | 54          | 50          | +4          | Troisième tour     | Deuxième tour     | —                 | —                    |
| 1970-1971                                                                                | Division 2      | 19e         | 31          | 42          | 10          | 11          | 21          | 46          | 64          | -18         | Troisième tour     | Demi-finales      | —                 | —                    |
| 1971-1972                                                                                | Division 2      | 8e          | 46          | 42          | 18          | 10          | 14          | 61          | 49          | +12         | Troisième tour     | Premier tour      | —                 | —                    |
| 1972-1973                                                                                | Division 2      | 5e          | 46          | 42          | 17          | 12          | 13          | 63          | 51          | +12         | Quatrième tour     | Deuxième tour     | —                 | —                    |
| 1973-1974                                                                                | Division 2      | 16e         | 38          | 42          | 14          | 10          | 18          | 47          | 54          | -7          | Quarts de finale   | Troisième tour    | —                 | —                    |
| 1974-1975                                                                                | Division 2      | 5e          | 50          | 42          | 21          | 8           | 13          | 47          | 33          | +14         | Troisième tour     | Troisième tour    | —                 | —                    |
| 1975-1976                                                                                | Division 2      | 2e          | 53          | 42          | 19          | 15          | 8           | 59          | 35          | +24         | Troisième tour     | Deuxième tour     | —                 | —                    |
| 1976-1977                                                                                | Division 1      | 19e         | 35          | 42          | 11          | 13          | 18          | 38          | 48          | -10         | Troisième tour     | Deuxième tour     | —                 | —                    |
| 1977-1978                                                                                | Division 1      | 17e         | 35          | 42          | 11          | 13          | 18          | 49          | 53          | -4          | Troisième tour     | Troisième tour    | —                 | —                    |
| 1978-1979                                                                                | Division 1      | 13e         | 40          | 42          | 15          | 10          | 17          | 47          | 51          | -4          | Quatrième tour     | Deuxième tour     | —                 | —                    |
| 1979-1980                                                                                | Division 1      | 20e         | 31          | 42          | 9           | 13          | 20          | 37          | 66          | -29         | Quatrième tour     | Quatrième tour    | —                 | —                    |
| 1980-1981                                                                                | Division 2      | 21e         | 30          | 42          | 7           | 16          | 19          | 29          | 51          | -22         | Cinquième tour     | Deuxième tour     | —                 | —                    |
| 1981-1982                                                                                | Division 3      | 23e         | 46          | 46          | 11          | 13          | 22          | 40          | 65          | -25         | Quatrième tour     | Troisième tour    | —                 | —                    |
| 1982-1983                                                                                | Division 4      | 14e         | 56          | 46          | 13          | 17          | 16          | 59          | 70          | -11         | Premier tour       | Deuxième tour     | —                 | —                    |
| 1983-1984                                                                                | Division 4      | 4e          | 82          | 46          | 24          | 10          | 12          | 70          | 44          | +26         | Troisième tour     | Premier tour      | —                 | Premier tour Sud     |
| 1984-1985                                                                                | Division 3      | 5e          | 81          | 46          | 24          | 9           | 13          | 74          | 47          | +27         | Deuxième tour      | Deuxième tour     | —                 | Quarts de finale Sud |
| 1985-1986                                                                                | Division 3      | 9e          | 68          | 46          | 18          | 14          | 14          | 69          | 60          | +9          | Deuxième tour      | Premier tour      | —                 | Vainqueur            |
| 1986-1987                                                                                | Division 3      | 6e          | 77          | 46          | 21          | 14          | 11          | 63          | 36          | +27         | Troisième tour     | Deuxième tour     | —                 | Finale               |
| 1987-1988                                                                                | Division 3      | 5e          | 75          | 46          | 21          | 12          | 13          | 77          | 62          | +15         | Deuxième tour      | Premier tour      | —                 | Premier tour Sud     |
| 1988-1989                                                                                | Division 3      | 11e         | 63          | 46          | 18          | 9           | 19          | 53          | 55          | -2          | Troisième tour     | Demi-finales      | —                 | Premier tour Sud     |
| 1989-1990                                                                                | Division 3      | 2e          | 91          | 46          | 27          | 10          | 9           | 76          | 40          | +36         | Cinquième tour     | Premier tour      | —                 | Premier tour Sud     |
| 1990-1991                                                                                | Division 2      | 9e          | 67          | 46          | 20          | 7           | 19          | 68          | 71          | -3          | Troisième tour     | Deuxième tour     | —                 | —                    |
| 1991-1992                                                                                | Division 2      | 14e         | 54          | 46          | 13          | 15          | 18          | 55          | 71          | -16         | Cinquième tour     | Deuxième tour     | —                 | —                    |
| 1992-1993                                                                                | Division 1      | 15e         | 56          | 46          | 14          | 14          | 18          | 49          | 67          | -18         | Troisième tour     | Deuxième tour     | —                 | —                    |
| 1993-1994                                                                                | Division 1      | 13e         | 64          | 46          | 16          | 16          | 14          | 47          | 50          | -3          | Cinquième tour     | Premier tour      | —                 | —                    |
| 1994-1995                                                                                | Division 1      | 23e         | 45          | 46          | 11          | 12          | 23          | 42          | 63          | -21         | Quatrième tour     | Deuxième tour     | —                 | —                    |
| 1995-1996                                                                                | Division 2      | 13e         | 60          | 46          | 15          | 15          | 16          | 55          | 60          | -5          | Premier tour       | Deuxième tour     | —                 | Deuxième tour Sud    |
| 1996-1997                                                                                | Division 2      | 5e          | 73          | 46          | 21          | 10          | 15          | 69          | 51          | +18         | Troisième tour     | Deuxième tour     | —                 | Quarts de finale Sud |
| 1997-1998                                                                                | Division 2      | 2e          | 85          | 46          | 25          | 10          | 11          | 69          | 39          | +30         | Deuxième tour      | Deuxième tour     | —                 | Quarts de finale Sud |
| 1998-1999                                                                                | Division 1      | 24e         | 42          | 46          | 9           | 15          | 22          | 57          | 80          | -23         | Troisième tour     | Deuxième tour     | —                 | —                    |
| 1999-2000                                                                                | Division 2      | 9e          | 64          | 46          | 15          | 19          | 12          | 59          | 57          | +2          | Troisième tour     | Deuxième tour     | —                 | Finale               |
| 2000-2001                                                                                | Division 2      | 9e          | 68          | 46          | 18          | 14          | 14          | 70          | 56          | +24         | Cinquième tour     | Premier tour      | —                 | Premier tour Sud     |
| 2001-2002                                                                                | Division 2      | 7e          | 73          | 46          | 21          | 10          | 15          | 68          | 53          | +15         | Premier tour       | Premier tour      | —                 | Finale Sud           |
| 2002-2003                                                                                | Division 2      | 3e          | 83          | 46          | 24          | 11          | 11          | 79          | 48          | +31         | Troisième tour     | Deuxième tour     | —                 | Vainqueur            |
| 2003-2004                                                                                | Division 2      | 3e          | 82          | 46          | 23          | 13          | 10          | 58          | 37          | +21         | Deuxième tour      | Troisième tour    | —                 | Premier tour Sud     |
| 2004-2005                                                                                | League One      | 7e          | 70          | 46          | 18          | 16          | 12          | 74          | 57          | +17         | Premier tour       | Deuxième tour     | —                 | Quarts de finale Sud |
| 2005-2006                                                                                | League One      | 9e          | 65          | 46          | 18          | 11          | 17          | 66          | 62          | +4          | Premier tour       | Premier tour      | —                 | Premier tour Sud     |
| 2006-2007                                                                                | League One      | 2e          | 85          | 46          | 25          | 10          | 11          | 63          | 39          | +24         | Quatrième tour     | Premier tour      | —                 | Finale Sud           |
| 2007-2008                                                                                | Championship    | 4e          | 74          | 46          | 20          | 14          | 12          | 54          | 53          | +1          | Troisième tour     | Deuxième tour     | —                 | —                    |
| 2008-2009                                                                                | Championship    | 10e         | 61          | 46          | 15          | 16          | 15          | 54          | 54          | 0           | Troisième tour     | Deuxième tour     | —                 | —                    |
| 2009-2010                                                                                | Championship    | 10e         | 63          | 46          | 15          | 18          | 13          | 56          | 65          | -9          | Troisième tour     | Deuxième tour     | —                 | —                    |
| 2010-2011                                                                                | Championship    | 15e         | 60          | 46          | 17          | 9           | 20          | 62          | 65          | -3          | Troisième tour     | Premier tour      | —                 | —                    |
| 2011-2012                                                                                | Championship    | 20e         | 49          | 46          | 12          | 13          | 21          | 44          | 68          | -24         | Troisième tour     | Premier tour      | —                 | —                    |
| 2012-2013                                                                                | Championship    | 24e         | 41          | 46          | 11          | 8           | 27          | 59          | 84          | -25         | Troisième tour     | Premier tour      | —                 | —                    |
| 2013-2014                                                                                | League One      | 12e         | 58          | 46          | 13          | 19          | 14          | 70          | 67          | +3          | Troisième tour     | Troisième tour    | —                 | Deuxième tour Sud    |
| 2014-2015                                                                                | League One      | 1er         | 99          | 46          | 29          | 12          | 5           | 96          | 38          | +58         | Quatrième tour     | Premier tour      | —                 | Vainqueur            |
| 2015-2016                                                                                | Championship    | 18e         | 52          | 46          | 13          | 13          | 20          | 54          | 71          | -17         | Troisième tour     | Premier tour      | —                 | —                    |
| 2016-2017                                                                                | Championship    | 17e         | 54          | 46          | 15          | 9           | 22          | 60          | 66          | -6          | Quatrième tour     | Quatrième tour    | —                 | —                    |
| 2017-2018                                                                                | Championship    | 11e         | 67          | 46          | 17          | 16          | 13          | 67          | 58          | +9          | Troisième tour     | Demi-finales      | —                 | —                    |
| 2018-2019                                                                                | Championship    | 8e          | 70          | 46          | 19          | 13          | 14          | 59          | 53          | +6          | Cinquième tour     | Premier tour      | —                 | —                    |
| 2019-2020                                                                                | Championship    | 12e         | 63          | 46          | 17          | 12          | 17          | 60          | 65          | -5          | Troisième tour     | Premier tour      | —                 | —                    |
| 2020-2021                                                                                | Championship    | 19e         | 51          | 46          | 15          | 6           | 25          | 46          | 68          | -22         | Cinquième tour     | Troisième tour    | —                 | —                    |
| 2021-2022                                                                                | Championship    | 17e         | 55          | 46          | 15          | 10          | 21          | 62          | 77          | -15         | Troisième tour     | Premier tour      | —                 | —                    |
| 2022-2023                                                                                | Championship    | 14e         | 59          | 46          | 15          | 14          | 17          | 55          | 56          | -1          | Cinquième tour     | Troisième tour    | —                 | —                    |
| 2023-2024                                                                                | Championship    | 11e         | 62          | 46          | 17          | 11          | 18          | 53          | 51          | +2          | Quatrième tour     | Deuxième tour     | —                 | —                    |
| 2024-2025                                                                                | Championship    | 6e          | 68          | 46          | 17          | 17          | 12          | 59          | 55          | +4          | Troisième tour     | Premier tour      | —                 | —                    |